# Р-56 (баржа)
Р-56 — серия несамоходных барж-площадок, производилась в СССР с 1968 года на Тюменском ССЗ (РСФСР, г. Тюмень). Грузоподъёмность судна — 2800 тонн, класс речного регистра — «Р1, 2». Производилась для перевозки лесных грузов и минерально-строительных материалов, на реках Обь-Иртышского бассейна.

## Технические характеристики
- Длина: 86 м;
- Ширина: 17,3 м;
- Высота борта: 2,85 м;
- Водоизмещение с грузом 2830 т: 3244,3 т;
- Осадка средняя при водоизмещении 3244,3 т: 2,63 м;
- Водоизмещение порожнем: 414,3 т;
- Осадка средняя порожнем: 0,4 м;